# Kaciurînți, Volociîsk
Kaciurînți (în ucraineană Качуринці) este un sat în comuna Petrîkivți din raionul Volociîsk, regiunea Hmelnîțkîi, Ucraina.

## Demografie
Componența lingvistică a localității Kaciurînți
     Ucraineană (100%)
Conform recensământului din 2001, toată populația localității Kaciurînți era vorbitoare de ucraineană (100%).